# Ernest Florman
Carl Ernest Oliver Florman, född 20 september 1862 i Karlstads stadsförsamling, Karlstad, död 15 december 1952 i Katarina församling i Stockholm, var en svensk regissör, filmfotograf och hovfotograf. Han var far till Bertil Florman.

## Biografi
Flormans far, Gösta Florman, etablerade sin fotoverksamhet till en början i Kristinehamn. År 1867 flyttade han till Karlstad och 1871 till Stockholm, där han hade sin ateljé vid Regeringsgatan 28 A. År 1900 ändrades firmans namn till Ateljé Florman och under det namnet övertogs den av sonen Ernest Florman.
Ernest Flormans korta film Konungens af Siam landstigning vid Logårdstrappan anses vara den första helt svenska filmupptagningen. Filmen dokumenterar ankomsten av kung Chulalongkorn av Siam med slupen Vasaorden till Logårdstrappan utanför Stockholms slott, där han blir emottagen av Oscar II, som "uppskattade högeligen att se sig själv på den vita duken". Filmen spelades in den 13 juli 1897 av Florman och visades den 19 juli 1897 på Allmänna konst- och industriutställningen. Utrustningen för in- och avspelning hade tagits med av den franske filmfotografen Alexandre Promio, som för Lumières räkning reste världen runt för att presentera det nya mediet. Det var även Promio som blev Flormans läromästare i den nya filmkonsten. 
Under Stockholmsutställningen 1897 producerades även två av Sveriges första "spelfilmer". Den ene hette Slagsmål i Gamla Stockholm och var filmat av Promio med Florman som assistent urpremiär var den 3 juli 1897. Vid samma tillfälle filmade och regisserade Ernest Florman Byrakstugan som premiärvisades den 14 augusti 1897 i Lumières Kinematograf i Stockholm som låg i miniatyrstaden Gamla Stockholm.
Mellan åren 1901 och 1937 var Florman ordförande i Svenska Fotografers Förbund.
Ernest Florman är begravd på Norra begravningsplatsen utanför Stockholm.

## Filmografi i urval

### Regi
- 1897 – Byrakstugan
- 1897 – Akrobat med otur
- 1897 – Konungens af Siam landstigning vid Logårdstrappan
- 1903 – Sköna Helena

### Foto
- 1903 – Lili
- 1908 – En bildserie ur Konung Oscar II:s lif